# Warren G

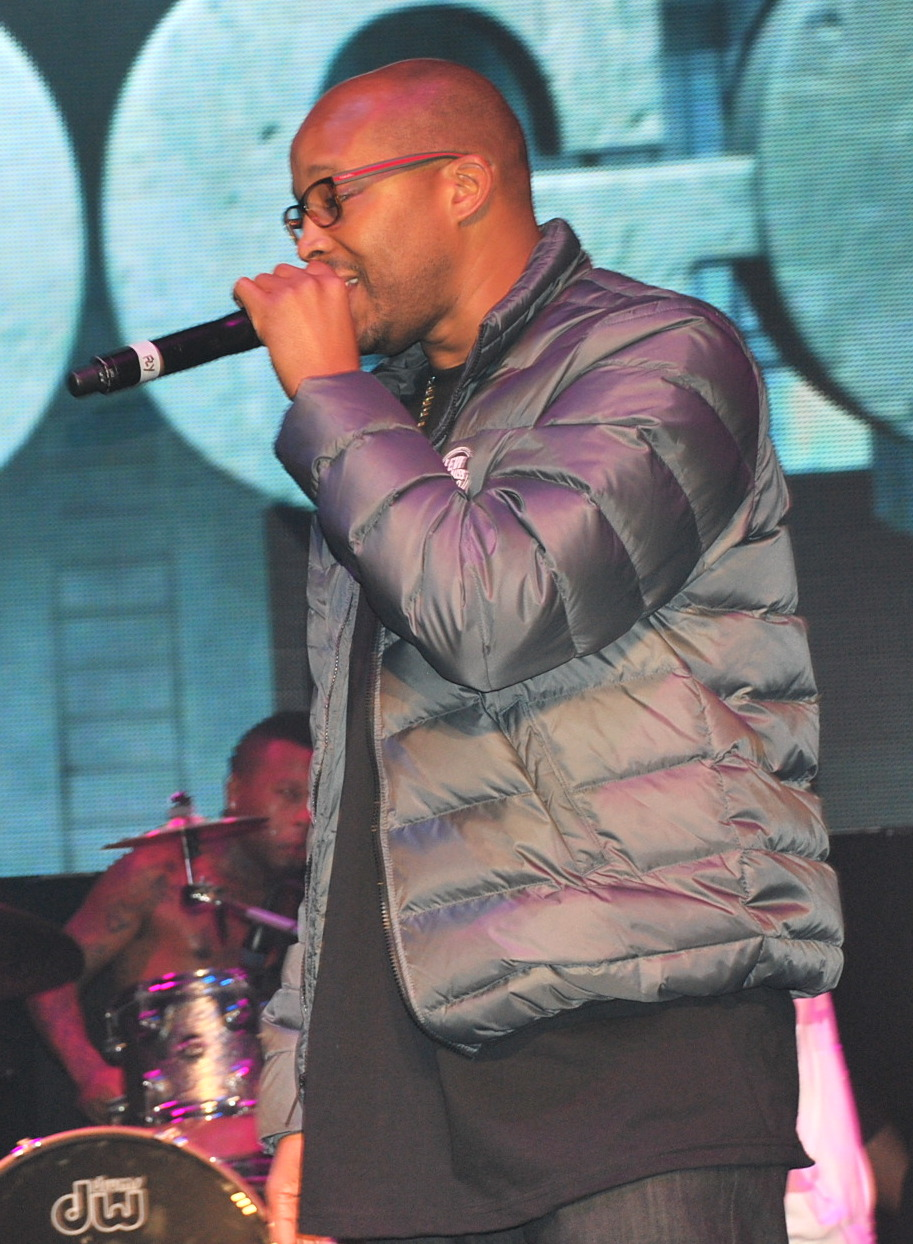
Warren G bei einem Auftritt (2015)

Warren G (eigentlich Warren Griffin III; * 10. November 1970) ist ein US-amerikanischer Rapper und Musikproduzent. Der Stiefbruder von Dr. Dre begann seine Karriere auf Dres Album The Chronic.

## Leben
Warren G wuchs in Long Beach, Kalifornien auf und war gut befreundet mit Nate Dogg und Snoop Dogg. Die drei schlossen sich 1991 zu der Rap-Gruppe 213, die damalige Telefonvorwahl (Engl.: Area Code) ihres Herkunftsortes Long Beach, zusammen.
Seine bekannteste Single als Solokünstler ist Regulate feat. Nate Dogg aus dem Album Regulate... G Funk Era (1994), für welche er ein Sample von Michael McDonalds Keep Forgettin’ verwendete.
Für sein Album Take a Look Over Your Shoulder coverte er I Shot The Sheriff von Bob Marley sowie What’s Love Got To Do With It von Tina Turner.
Aktuell ist er beim Plattenlabel Peppermint Jam unter Vertrag. Außerdem ist er im Produktionsteam von Dr. Dres Aftermath Entertainment.
Warren G’s Sohn, Olaijah Griffin, spielte von 2018 bis 2020 College Football für die USC Trojans auf der Position der Cornerbacks. Im April 2021 wurde Olaijah von den Buffalo Bills der National Football League (NFL) als Undrafted Free Agent unter Vertrag genommen.

## Diskografie

### Studioalben
| Jahr | Titel                          | Höchstplatzierung, Gesamtwochen, AuszeichnungChartplatzierungen (Jahr, Titel, Platzierungen, Wochen, Auszeichnungen, Anmerkungen) | Höchstplatzierung, Gesamtwochen, AuszeichnungChartplatzierungen (Jahr, Titel, Platzierungen, Wochen, Auszeichnungen, Anmerkungen) | Höchstplatzierung, Gesamtwochen, AuszeichnungChartplatzierungen (Jahr, Titel, Platzierungen, Wochen, Auszeichnungen, Anmerkungen) | Höchstplatzierung, Gesamtwochen, AuszeichnungChartplatzierungen (Jahr, Titel, Platzierungen, Wochen, Auszeichnungen, Anmerkungen) | Höchstplatzierung, Gesamtwochen, AuszeichnungChartplatzierungen (Jahr, Titel, Platzierungen, Wochen, Auszeichnungen, Anmerkungen) | Anmerkungen                                                |
| Jahr | Titel                          | DE | AT | CH | UK | US | Anmerkungen                                                |
| ---- | ------------------------------ | --- | --- | --- | --- | --- | ---------------------------------------------------------- |
| 1994 | Regulate... G Funk Era         | DE15 (21 Wo.)DE | — | — | UK25 Silber · (15 Wo.)UK | US2 ×3Dreifachplatin · (53 Wo.)US                                                                                                 | Erstveröffentlichung: 7. Juni 1994 Verkäufe: + 3.225.000   |
| 1997 | Take a Look Over Your Shoulder | DE8 (8 Wo.)DE | AT23 (5 Wo.)AT | CH9 (11 Wo.)CH | UK20 Silber · (5 Wo.)UK | US11 Gold · (16 Wo.)US | Erstveröffentlichung: 25. März 1997 Verkäufe: + 567.500    |
| 1999 | I Want It All                  | DE82 (1 Wo.)DE | — | — | — | US21 Gold · (10 Wo.)US | Erstveröffentlichung: 12. Oktober 1999 Verkäufe: + 500.000 |
| 2001 | The Return of the Regulator    | — | — | — | — | US83 (8 Wo.)US | Erstveröffentlichung: 11. Dezember 2001                    |
| 2005 | In the Mid-Nite Hour           | — | — | — | — | US80 (3 Wo.)US | Erstveröffentlichung: 11. Oktober 2005                     |
| 2009 | The G Files                    | — | — | — | — | — | Erstveröffentlichung: 29. September 2009                   |

### Kollaboalben
| Jahr | Titel        | Höchstplatzierung, Gesamtwochen, AuszeichnungChartplatzierungen (Jahr, Titel, Platzierungen, Wochen, Auszeichnungen, Anmerkungen) | Höchstplatzierung, Gesamtwochen, AuszeichnungChartplatzierungen (Jahr, Titel, Platzierungen, Wochen, Auszeichnungen, Anmerkungen) | Höchstplatzierung, Gesamtwochen, AuszeichnungChartplatzierungen (Jahr, Titel, Platzierungen, Wochen, Auszeichnungen, Anmerkungen) | Anmerkungen                                                                                    |
| Jahr | Titel        | DE | CH | US | Anmerkungen                                                                                    |
| ---- | ------------ | --- | --- | --- | ---------------------------------------------------------------------------------------------- |
| 2004 | The Hard Way | DE34 (5 Wo.)DE | CH33 (4 Wo.)CH | US4 Gold · (13 Wo.)US | Erstveröffentlichung: 17. August 2004 mit Snoop Dogg und Nate Dogg als 213 Verkäufe: + 500.000 |

### EPs
- 2015: Regulate… G Funk Era, Part II

### Singles als Leadmusiker
| Jahr | Titel Album                                                  | Höchstplatzierung, Gesamtwochen, AuszeichnungChartplatzierungen (Jahr, Titel, Album, Platzierungen, Wochen, Auszeichnungen, Anmerkungen) | Höchstplatzierung, Gesamtwochen, AuszeichnungChartplatzierungen (Jahr, Titel, Album, Platzierungen, Wochen, Auszeichnungen, Anmerkungen) | Höchstplatzierung, Gesamtwochen, AuszeichnungChartplatzierungen (Jahr, Titel, Album, Platzierungen, Wochen, Auszeichnungen, Anmerkungen) | Höchstplatzierung, Gesamtwochen, AuszeichnungChartplatzierungen (Jahr, Titel, Album, Platzierungen, Wochen, Auszeichnungen, Anmerkungen) | Höchstplatzierung, Gesamtwochen, AuszeichnungChartplatzierungen (Jahr, Titel, Album, Platzierungen, Wochen, Auszeichnungen, Anmerkungen) | Anmerkungen                                                                      |
| Jahr | Titel Album                                                  | DE | AT | CH | UK | US | Anmerkungen                                                                      |
| ---- | ------------------------------------------------------------ | --- | --- | --- | --- | --- | -------------------------------------------------------------------------------- |
| 1994 | Regulate Regulate … G Funk Era                               | DE7 Gold · (26 Wo.)DE | AT19 (6 Wo.)AT | CH5 (20 Wo.)CH | UK5 ×2Doppelplatin · (27 Wo.)UK | US2 ×2Doppelplatin · (20 Wo.)US | Erstveröffentlichung: 14. April 1994 Verkäufe: + 3.650.000; feat. Nate Dogg      |
| 1994 | This DJ Regulate … G Funk Era                                | DE37 (11 Wo.)DE | — | — | UK12 (7 Wo.)UK | US9 Gold · (20 Wo.)US | Erstveröffentlichung: Juli 1994 Verkäufe: + 505.000                              |
| 1994 | Do You See Regulate … G Funk Era                             | — | — | — | UK29 (2 Wo.)UK | US42 (13 Wo.)US | Erstveröffentlichung: 1. November 1994                                           |
| 1996 | What’s Love Got to Do with It Take a Look Over Your Shoulder | DE3 Gold · (18 Wo.)DE | AT5 (14 Wo.)AT | CH6 (18 Wo.)CH | UK2 Silber · (12 Wo.)UK | US32 (19 Wo.)US | Erstveröffentlichung: 10. September 1996 Verkäufe: + 540.000; feat. Adina Howard |
| 1997 | I Shot the Sheriff Take a Look Over Your Shoulder            | DE27 (9 Wo.)DE | AT18 (8 Wo.)AT | CH12 (12 Wo.)CH | UK2 (12 Wo.)UK | US20 Gold · (19 Wo.)US | Erstveröffentlichung: 3. Februar 1997 Verkäufe: + 540.000                        |
| 1997 | Smokin’ Me Out Take a Look Over Your Shoulder                | — | — | — | UK14 (5 Wo.)UK | US35 (14 Wo.)US | Erstveröffentlichung: 6. Mai 1997 feat. Ronald Isley                             |
| 1999 | I Want It All                                                | — | — | — | — | US23 Gold · (15 Wo.)US | Erstveröffentlichung: 31. August 1999 Verkäufe: + 500.000; feat. Mack 10         |
| 2001 | Lookin’ at You The Return of the Regulator                   | — | — | — | UK60 (2 Wo.)UK | — | Erstveröffentlichung: 30. Oktober 2001 feat. LaToiya Williams                    |

Weitere Singles
- 1999: Game Don’t Wait (feat. Nate Dogg, Snoop Dogg und Xzibit)
- 2002: Ghetto Village
- 2015: My House (feat. Nate Dogg)

### Singles als Gastmusiker
| Jahr | Titel Album                                       | Höchstplatzierung, Gesamtwochen, AuszeichnungChartplatzierungen (Jahr, Titel, Album, Platzierungen, Wochen, Auszeichnungen, Anmerkungen) | Höchstplatzierung, Gesamtwochen, AuszeichnungChartplatzierungen (Jahr, Titel, Album, Platzierungen, Wochen, Auszeichnungen, Anmerkungen) | Höchstplatzierung, Gesamtwochen, AuszeichnungChartplatzierungen (Jahr, Titel, Album, Platzierungen, Wochen, Auszeichnungen, Anmerkungen) | Höchstplatzierung, Gesamtwochen, AuszeichnungChartplatzierungen (Jahr, Titel, Album, Platzierungen, Wochen, Auszeichnungen, Anmerkungen) | Höchstplatzierung, Gesamtwochen, AuszeichnungChartplatzierungen (Jahr, Titel, Album, Platzierungen, Wochen, Auszeichnungen, Anmerkungen) | Anmerkungen                                                                                    |
| Jahr | Titel Album                                       | DE | AT | CH | UK | US | Anmerkungen                                                                                    |
| ---- | ------------------------------------------------- | --- | --- | --- | --- | --- | ---------------------------------------------------------------------------------------------- |
| 1997 | Prince Igor The Rapsody Overture                  | DE8 (16 Wo.)DE | AT13 (12 Wo.)AT | CH11 (19 Wo.)CH | UK15 (7 Wo.)UK | — | Erstveröffentlichung: 13. Oktober 1997 Verkäufe: + 45.000; The Rapsody feat. Sissel & Warren G |
| 1998 | All Night, All Right Time                         | DE74 (8 Wo.)DE | — | — | UK16 (4 Wo.)UK | — | Erstveröffentlichung: 12. Januar 1998 Peter André feat. Warren G                               |
| 1998 | Nobody Does It Better G-Funk Classics, Vol. 1 & 2 | DE71 (4 Wo.)DE | — | — | — | US18 (18 Wo.)US | Erstveröffentlichung: 1998 Nate Dogg feat. Warren G                                            |
| 2007 | Hypnotizing Me –                                  | — | AT38 (2 Wo.)AT | — | — | — | Erstveröffentlichung: April 2007 SteLa feat. Warren G                                          |

## Statistik

### Chartauswertung
|                     | DE    | AT    | CH    | UK    | US    |
| ------------------- | ----- | ----- | ----- | ----- | ----- |
| Nummer-eins-Alben   | DE—DE | AT—AT | CH—CH | UK—UK | US—US |
| Top-10-Alben        | DE1DE | AT—AT | CH1CH | UK—UK | US1US |
| Alben in den Charts | DE4DE | AT1AT | CH2CH | UK2UK | US6US |

|                       | DE    | AT    | CH    | UK    | US    |
| --------------------- | ----- | ----- | ----- | ----- | ----- |
| Nummer-eins-Singles   | DE—DE | AT—AT | CH—CH | UK—UK | US—US |
| Top-10-Singles        | DE3DE | AT1AT | CH2CH | UK3UK | US2US |
| Singles in den Charts | DE7DE | AT5AT | CH4CH | UK9UK | US8US |

### Auszeichnungen für Musikverkäufe
| Goldene Schallplatte - Australien - 1994: für die Single Regulate - 1997: für die Single I Shot the Sheriff - Belgien - 1998: für die Single Prince Igor - Dänemark - 2022: für die Single Regulate - Frankreich - 1995: für das Album Regulate... G Funk Era - Kanada - 1994: für das Album Regulate... G Funk Era - Neuseeland - 1995: für die Single This DJ - 1997: für das Album Take a Look Over Your Shoulder - 1997: für die Single I Shot the Sheriff - Norwegen - 1997: für die Single What’s Love Got To Do With It | Platin-Schallplatte - Australien - 1996: für die Single What’s Love Got To Do With It - Neuseeland - 1996: für die Single What’s Love Got To Do With It - 2022: für das Lied Ain’t No Fun (If The Homies Can’t Have None) - 2024: für das Album Regulate... G Funk Era - Norwegen - 1997: für die Single Prince Igor 4× Platin-Schallplatte - Neuseeland - 2024: für die Single Regulate |

Anmerkung: Auszeichnungen in Ländern aus den Charttabellen bzw. Chartboxen sind in ebendiesen zu finden.
| Land/RegionAuszeichnungen für Musikverkäufe (Land/Region, Auszeichnungen, Verkäufe, Quellen) | Silber     | Gold       | Platin       | Verkäufe  | Quellen                                                    |
| -------------------------------------------------------------------------------------------- | ---------- | ---------- | ------------ | --------- | ---------------------------------------------------------- |
| Australien (ARIA)                                                                            | —          | 2× Gold2   | Platin1      | 140.000   | aria.com.au                                                |
| Belgien (BRMA)                                                                               | —          | Gold1      | —            | 25.000    | ultratop.be                                                |
| Dänemark (IFPI)                                                                              | —          | Gold1      | —            | 45.000    | ifpi.dk                                                    |
| Deutschland (BVMI)                                                                           | —          | 2× Gold2   | —            | 500.000   | musikindustrie.de                                          |
| Frankreich (SNEP)                                                                            | —          | Gold1      | —            | 100.000   | snepmusique.com                                            |
| Kanada (MC)                                                                                  | —          | Gold1      | —            | 50.000    | musiccanada.com                                            |
| Neuseeland (RMNZ)                                                                            | —          | 3× Gold3   | 7× Platin7   | 192.500   | aotearoamusiccharts.co.nz NZ2                              |
| Norwegen (IFPI)                                                                              | —          | Gold1      | Platin1      | 30.000    | ifpi.no (Memento vom 5. November 2012 im Internet Archive) |
| Vereinigte Staaten (RIAA)                                                                    | —          | 6× Gold6   | 5× Platin5   | 8.000.000 | riaa.com                                                   |
| Vereinigtes Königreich (BPI)                                                                 | 3× Silber3 | —          | 2× Platin2   | 1.520.000 | bpi.co.uk                                                  |
| Insgesamt                                                                                    | 3× Silber3 | 18× Gold18 | 16× Platin16 |           |                                                            |